# Bret Iwan
Bret Iwan (Pasadena (Californië), 10 september 1982) is een Amerikaans stemacteur en illustrator. Hij is de vierde en huidige stem van Mickey Mouse. Hij nam deze rol op zich nadat Mickeys vorige stemacteur Wayne Allwine in 2009 overleed. Iwan studeerde af aan het Ringling College of Art and Design te Sarasota in de Amerikaanse staat Florida en werkte voorheen als tekenaar voor Hallmark.
Iwan publiceerde zijn eigen animaties van de Disney-muis op zijn officiële weblog en zijn eerste werk als de stem van het personage leverde hij voor Disney on Ice: Celebrations. Ook is Iwans Mickey Mouse te horen in de Engelse versie van het PSP-spel 'Kingdom Hearts: Birth by Sleep' uit 2010.